# 絶縁 (人間関係)
人間関係における絶縁（ぜつえん）とは、交友関係、師弟関係などの付き合いを絶つことをいう。絶交（ぜっこう）ともいう。親子関係であれば勘当ともいう。

## ヤクザの絶縁
ヤクザ側から見た絶縁とは、擬制的親子関係で組織を構成するヤクザ組織の掟の中で最も重い処罰である。これより軽い処分として、破門があるが、違いは、破門には復縁の可能性があるのに対して、絶縁には建前上それがないという点にある。
組は絶縁した旨を義理回状により、関係の組に通知する。この義理回状（絶縁状）を受けた組織は、絶縁された者を客分としたり、結縁（親子/兄弟の盃を交わす）したり、商談、交際など一切のことについて相手としてはならないこととされ、これを破ることは敵対行為とみなされる。したがって、破門・絶縁されたものは、ヤクザ世界に残ることはできない。そもそも、一般社会に適応できなかったためヤクザになったものが多いという事情において、ヤクザ世界からの追放は人間としての社会的生命を抹殺されたのも同然の状況となる。ただし、実際には絶縁処分を受けた組ともともと敵対している組に受け入れられることもある。
親組織から子組織に対する、または組織間相互における絶縁は、一種の宣戦布告であり、そのまま抗争へと至ることが多い。実際、1984年（昭和59年）に始まる山口組と一和会の抗争（山一抗争）は、山口組が関係組織に一和会の義絶状を回付したことに端を発している。
一方、一般社会側から見て、一般人や元ヤクザ構成員がヤクザと縁を切ることを強調して「ヤクザと絶縁する」のようにいうことがある。